# Džíny

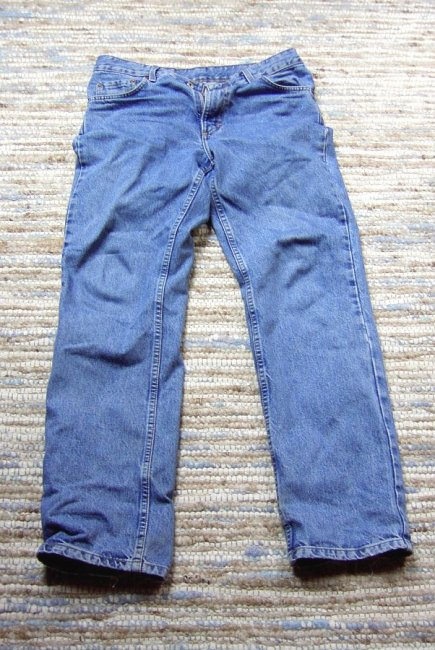
Modré džíny

Džíny (džínsy, jeans(y) nebo rifle, zastarale texasky) jsou kalhoty šité ze silné bavlněné látky (džínovina, denim). Původně se jednalo o pracovní kalhoty, ale od 50. let 20. století se staly oblíbené i jako módní kalhoty, a to nejprve mezi mládeží a postupně u všech generací po celém světě. Mohou být skinny, slim, straight leg, relaxed, bootcut, baggy, mom jeans a džínové šortky. V dnešní době jsou zejména mezi mládeží populární také takzvané ripped jeans (česky roztrhané džíny). Díry se objevují nejčastěji v oblasti kolen, ale nacházejí se také v oblasti lýtek či stehen.

## Historie
Na nápad vyrábět ze stanové látky „jeans“ kalhoty přišel bavorský Němec Levi Strauss, který se přistěhoval do Ameriky. V období zlaté horečky byli zlatokopové nadšeni z těchto praktických kalhot, šitých původně z janovské (podle francouzské podoby italského města Janov – Gênes, angl. výslovnost [džíns]) celtoviny. Byly patentovány v roce 1873 a jsou oblíbené dodnes, a to dokonce i původní model, který nese označení „Levi Strauss Co's Original Riveted 501 range, with button fly“, tedy džíny s cvočky a poklopcem na knoflíky. Původní cena džínů byla pak 1 americký dolar.

## Název

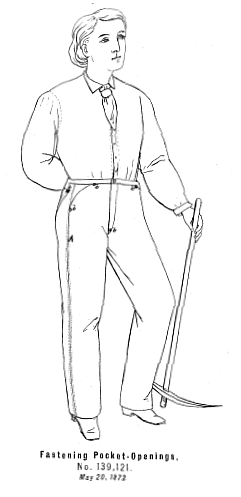
Obrázek džín z amerického patentu

Název džíny, anglicky (blue) jeans, pochází z francouzského označení pro barvivo, které se k barvení riflí používalo: bleu de Gênes, janovská modř. Český název rifle vznikl podle jména italské oděvní společnosti Rifle, která džíny ve druhé polovině 20. století vyráběla, a šlo o první kalhoty tohoto typu v ČSSR v prodejnách Tuzex. Dnes již zřídka používaný pojem "texasky" je odvozen od texaských kovbojů, kteří si tyto kalhoty oblíbili kolem 1. světové války. Označení džegíny pro nový výrobek (po roce 2010) vzniklo spojením slov džíny a legíny.

## Džíny a móda
Klasické džíny se osvědčily jako oblečení pro volný čas. Své místo si našly také v kultuře. Na jejich popularizaci má velký podíl herec a módní ikona James Dean, jenž je v 50. letech 20. století oblékl ve filmu Rebel bez příčiny. Džíny ve stejné době nosila také Marilyn Monroe ve filmu Mustangové.
Džíny byly považovány za symbol revolty mladé generace. Roztrhané džíny jsou například spojeny s punkovým hnutím v Anglii v 70. letech 20. století.